# Quint Fabi Vibulà (cònsol 485 aC)
Quint Fabi Vibulà (en llatí: Quintus Fabius K. F. Vibulanus) va ser un magistrat romà del segle V aC.
Va ser elegit cònsol l'any 485 aC amb Servi Corneli Cos Maluginense. Va fer la guerra contra els volscs i eques, però en lloc de dividir el botí entre els soldats, el va vendre i va dipositar els diners al tresor públic. En aquest any va ser condemnat a mort Espuri Cassi Viscel·lí.
L'any 482 aC va ser cònsol per segona vegada amb Gai Juli Jul i van lluitar contra Veïs, i com que els veiets no van presentar batalla en camp obert, van devastar el seu territori.
El 480 aC va lluitar a les ordres del seu germà Marc Fabi Vibulà contra els etruscs i va morir en combat.